# NMBS Serie 600
De Serie 600 was een dieseltrein gebruikt door de Belgische spoorwegmaatschappij NMBS vanaf 1930.
De NMBS bestelde in eind jaren 20 3 stuks van deze motorwagens gebouwd door het Duitse EVA/Wagonfabrik Wismar. 
Op 6 januari 1930 werd de eerste motorwagen in dienst gesteld, zes maanden later gevolgd door de twee andere motorwagens. De motorwagens werden ingezet van Gent naar Eeklo, Tielt en Antwerpen.

## Uitvoering
De vierassige rijtuigen zijn geklonken. Zij hebben een motordraaistel en een loopstel.